# Hapalogenys filamentosus
Hapalogenys filamentosus is een straalvinnige vissensoort uit de familie van grombaarzen (Hapalogenyidae). De wetenschappelijke naam van de soort is voor het eerst geldig gepubliceerd in 2006 door Iwatsuki & Russell.